# Waiting in the Summer
 Ano Natsu de Matteru (яп. あの夏で待ってる Ано Нацу дэ Маттэру), также Ждём тебя летом, Я жду тебя летом или В ожидании лета — японский аниме-сериал, выпущенный студией J.C. Staff, продюсеры — Genco и Geneon, режиссёр аниме — Тацуюки Нагай. Автор сценария — Ёсукэ Курода, дизайном персонажей занимался Тараку Уон, также известный своим вкладом в создание аниме-сериалов Please Teacher! и Please Twins!. Сериал транслировался по телеканалам TV Aichi и KBS Kyoto с января по март 2012 года. Сериал был лицензирован компанией Sentai Filmworks для показа на территории США.
На основе сюжета аниме была выпущена манга, иллюстратором которой является Пэпако Докута и начала выпускаться в марте 2012 года в журнале Dengeki Daioh.

## Сюжет
Кайто Кирисима, несмотря на предупреждения не бродить у водоёма, решает испытать свою видеокамеру, оставленную покойным дедом, и становится свидетелем крушения космического корабля. На следующий день в школе внезапно появляется девушка, которая очень понравилась парню. Кайто представляет себя как молодого кинорежиссёра и в шутку предлагает девушке стать новой звездой его фильма, та соглашается. К созданию фильма также присоединяются Мио и Канна в качестве новых актрис и Рэмон в качестве сценариста.

## Список персонажей
Кайто Кирисима (яп. 霧島 海人)
Сэйю: Нобунага Симадзаки
Главный герой и ученик первого курса старшей школы. Очень любит снимать видео на 8 мм ручной камере, унаследованной от его покойного деда. Многие в шутку называют его режиссёром. Поначалу питал небольшие чувства к Канне, но потом по-настоящему влюбляется в Итику. Позже Итика признаётся ему в том, что она прилетела из космоса и рано или поздно должна вернуться на родную планету, тот же обещал любить её вечно. В конце истории Кайто заканчивает учебный год и завершает съёмку фильма, где в конце добавил сцены, из которых понятно, что Итика вернулась на Землю.
Итика Такацуки (яп. 貴月 イチカ)
Сэйю: Харука Томацу
Она главная героиня и инопланетянин. В начале истории её корабль потерпел крушение. В каждой её клетке тела содержатся наномашины, которые при травме мгновенно восстанавливают повреждённый участок. Она быстро привыкает к жизни на Земле, и если поначалу её манера поведения казалась странной в глазах других, то она быстро адаптировалась, чтобы не выдавать своё происхождение. Единственное с чем она не может совладать — это готовка, поскольку никак не может научится оценивать совместимость ингредиентов земных блюд. Носит очки, которые на самом деле представляют собой универсальный переводчик текстов. Она также знает о чувствах Кайто, но стала отвечать ему взаимностью значительно позже. Итика очень добрая и вежливая. Попав на Землю, стала студенткой третьего курса в старшей школе. Позже признаётся Кайто и его друзьям, что она инопланетянка, но это не удивляет парня, который уже с самого начала подозревал это. Позже она признаётся в любви Кайто и начинает официально встречаться с ним. Она покидает Землю, обещая что будет всегда любить Кайто. В финальной сцене фильма, снятого Кайто, Итика появляется в пончо, которое могла получить от сестры Кайто только после возвращения на Землю.
Канна Танигава (яп. 谷川 柑菜)
Сэйю: Каори Исихара
Она близкая подруга Кайто и влюблена в него. Имеет привычку высказывать вслух свои мысли. Сестра Кайто знает об отношениях между Кайто и Канной и поддерживает их. Также она подруга детства Тэцуро. Для того чтобы произвести впечатление на Кайто, порой надевает нестандартную одежду (купальник, юката, и т. д.), а также старается одеваться хорошо, чтобы выглядеть лучше, чем Итика. Поначалу сильно ревновала к Итике, но позже помогает ей признаться в любви Кайто, ущемляя собственные чувства.
Тэцуро Исигаки (яп. 石垣 哲朗)
Сэйю: Хидэки Огихара
Близкий друг Кайто и Канны. Хотя он влюблён в Канну, он знает о её чувствах к Кайто и поддерживает её в этом. Очень общительный, спокойный и уравновешенный парень. Позже сближается с Мио, зная о её проблемах и о том, что она влюблена в него. Чтобы не оставлять никаких недомолвок и недопонимания, однажды признаётся в любви Канне, предполагая, что это подтолкнёт её определится с собственными чувствами.
Мио Китахара (яп. 北原 美桜)
Сэйю: Кана Асуми
Лучшая подруга Канны, влюблена в Тэцуро. Её семья (и она сама) — нудисты, и поэтому Мио ходит всегда дома без нижнего белья и спит так, даже когда с ней рядом находится Канна. Но из-за робкого характера скрывает это от всех. У неё были длинные волосы, но после признания в чувствах Тэцуро она обрезала их коротко. Также после этого признания окружающие стали отмечать, что Мио стала сильнее как личность. Долгое время советовала Тэцуро, как сблизится с Канной, вопреки своим чувствам к нему. Хотя в явном виде это не показано, но есть намеки на то, что Тэцуро, отвергнутый Канной, и Мио начали встречаться.
Рэмон Ямано (яп. 山乃 檸檬)
Сэйю: Юкари Тамура
Встретившись с остальными героями, она позиционирует себя как ученицу третьего класса старшей школы. Она невысокого роста, выглядит младше остальных и имеет соответствующий голос. Держится с людьми отстранённо и безэмоционально, но при этом легко с ними сходится и умело ими манипулирует. К Итике с первой встречи относится дружелюбно и немного покровительственно. Провоцирует остальных на необдуманные и даже постыдные поступки (в частности, незаметно подмешивая им алкоголь), что затем фиксирует на плёнку. Утверждает, что писала сценарии для Джорджа Лукаса в Голливуде. Она также намекает на то, что гораздо старше, чем можно предположить. Так, Манами называет её «сэмпаем» и спрашивает, почему она всё ещё в старшей школе (на что Рэмон отвечает, что она вечно семнадцатилетняя). После того, как Итика признаётся, что она инопланетянка, Рэмон ни капельки не удивляется. В последних сериях выясняется, что Рэмон — один из руководителей японского филиала «Людей в чёрном». В одной из заключительных сцен она показана в помещении агентства, где на экран выведена схема устройства корабля Итики.
Ринон (яп. りのん)
Сэйю: Рина Хидака
Это существо прибыло вместе с Итикой. Оно примерно 12 см в высоту, является органическим компьютерным интерфейсом космического корабля, на котором прибыла Итика. Может также телепортироваться и помогает в лечении Кайто, когда это необходимо. После того как Итику возвращают на родную планету, Ринон, по-видимому, остаётся на земле вместе с Рэмон как агент «Людей в чёрном».
Нанами Кирисима (яп. 霧島 七海)
Сэйю: Ая Хисакава
Старшая сестра Кайто. Она очень любит Кайто и после смерти родителей стала часто плакать из-за незначительных проблем. Она доверяет Итике и отправляется в командировку в Боливию, оставив Кайто одного.

## Аниме
Аниме-сериал, был выпущен студией J.C. Staff, продюсеры — Genco и Geneon, режиссёр аниме — Тацуюки Нагай. Автор сценария — Ёсукэ Курода, дизайном персонажей занимался Тараку Уон, также известный своим вкладом в создание аниме-сериалов Please Teacher! и Please Twins!, также в создании персонажей участвовала Масаёси Танака. Над музыкой работал Майко Иути, звукорежиссёр аниме — Дзин Акэтагава. Сериал транслировался по телеканалам TV Aichi и KBS Kyoto с 10 января по 27 марта 2012 года. Сериал был лицензирован компанией Sentai Filmworks для показа на территории США а также компанией Crunchyroll для показа на территории северной и южной Америки и компанией Madman Entertainment для показа на территории Австралии и Новой Зеландии.

## Список серий аниме
| #. | Название                                                           | Дата выхода      |
| -- | ------------------------------------------------------------------ | ---------------- |
| 01 | I Can't, Senpai «Komarimasu, Senpai.» (困ります、先輩。)           | 10 января, 2012  |
| 02 | Together with Senpai... «Senpai to Issho...» (先輩といっしょ…)     | 17 января, 2012  |
| 03 | Senpai Says... «Senpai ga Icchau...» (先輩が言っちゃう…)           | 24 января, 2012  |
| 04 | Senpai Was Amazing «Senpai wa Sugokatta.» (先輩はすごかった。)     | 31 января, 2012  |
| 05 | Senpai Is a Heroine «Senpai wa Hiroin.» (先輩はヒロイン。)         | 7 февраля, 2012  |
| 06 | Senpai's Rival «Senpai ni Raibaru.» (先輩にライバル。)             | 14 февраля, 2012 |
| 07 | Senpai's Feelings «Senpai no Kimochi.» (先輩の気持ち。)            | 21 февраля, 2012 |
| 08 | Senpai in Trouble «Senpai ga Pinch,» (先輩がPinch,)                | 28 февраля, 2012 |
| 09 | Senpai «Senpai» (せんぱい)                                         | 6 марта, 2012    |
| 10 | Senpai's and ours «Senpai to Bokura no.» (先輩と僕らの。)          | 12 марта, 2012   |
| 11 | Don't Leave, Senpai «Ikanaide, Senpai.» (行かないで、先輩。)       | 19 марта, 2012   |
| 12 | Waiting in the Summer «Ano Natsu de Matteru.» (あの夏で待ってる。) | 26 марта, 2012   |

## Манга
Манга, основанная на сюжете аниме-сериала была создана Пэпако Докутой и начала публиковаться издательством ASCII Media Works в журнале Dengeki Daioh в марте 2012 года. Первый том манги был выпущен 27 марта 2012 года, второй том — 27 августа 2012 года.